# Vila Nova dos Martírios
Vila Nova dos Martírios là một đô thị thuộc bang Maranhão, Brasil. Đô thị này có diện tích 1188,771 km², dân số năm 2007 là 7493 người, mật độ 6,3 người/km².